# 原田宏哉
原田 宏哉（はらだ ひろや、1956年3月10日 - ）は、日本の実業家。東北電力特別顧問、元社長。

## 経歴
山形県出身。山形県立山形東高等学校を経て、1978年3月早稲田大学法学部卒業後、同年4月東北電力入社。
2010年同社取締役企画部長。東日本大震災発生時には計画停電を回避するため、経産省などとの連絡・調整業務に奔走した。
2011年上席執行役員東京支社長。東京支社長時代には同社の被災状況や経営状況、原子力発電所の再稼働に向けた取り組みを政府に説明する役割を担った。
2014年同社副社長。
2015年6月同社取締役社長。
2019年6月電気事業連合会副会長。その後同副会長を退任し、2020年6月東北電力特別顧問に就任した。